# Pango
Pango ist eine freie Programmbibliothek für das Zeichnen und Layout von internationalisiertem Text. Pango wird beispielsweise in GTK ab Version 2 und in Mozilla Firefox sowie Thunderbird zum Zeichnen der Schriften eingesetzt. Der Name Pango setzt sich zusammen aus dem griechischen „Pan“ (Παν, „alle“) und dem japanischen „Go“ (語, „Sprache“) und soll die Internationalisierungsfähigkeiten von Pango hervorheben.
Durch die Verwendung von Cairo sind Effekte wie Kantenglättung möglich.
Auch der text-to-postscript-Konverter paps (Pango-based postscript converter) basiert auf Pango.